# Toyota Motor
Toyota Motor Corporation (japansk トヨタ自動車株式会社, Toyota Jidōsha Kabushiki-gaisha), forkortet TMC, er en multinational industrikoncern med hovedsæder i Toyota City og Tokyo, Japan, hvor virksomheden grundlagdes af familien Toyoda i 1937. Koncernen er blandt de største bilproducenter i verden og var i 2020 verdens største producent målt på antal solgte køretøjer. Det gentog sig i 2021.
Toyota Motors har datterselskaber i store dele af verden og står, foruden mærket Toyota, bag bilmærkerne Lexus, Daihatsu, Hino og tidligere Scion. I 2023 solgte Toyota 11,23 mio. biler. Toyotas salgstal er inklusiv Lexus, Daihatsu og Hino. I 2024 solgte koncernen 10,82 mio. biler.
Toyota har i mange år deltaget i diverse motorløb og gik i 2002 også ind i Formel 1. Til trods for, at Toyota er mest kendt for deres biler, fremstilles fortsat produkter til vævning og syning.

## Virksomhedens historie
I slutningen af 1800-tallet startede Sakichi Toyoda Japans første væverifabrik. Fabrikken udviklede sig, og i 1937 startede sønnen, Kiichiro Toyoda, et selvstændigt firma Toyota. Begrundelsen for at ændre navnet fra Toyoda til Toyota var dels dens lettere udtale, dels hans ønske om at adskille lønarbejde og familieliv.[kilde mangler] Samtidig opfattes ordet Toyota også mere heldigt på japansk, grundet de otte streger, som benyttes for at skrive Toyota.
Kort tid efter firmaets start på produktionen af biler begyndte den japanske regering sin krig i Stillehavet, hvor Toyota under krigen blev sat til at lave lastbiler til den japanske hær. I perioder var der så begrænsede forsyninger, at man sommetider var nødsaget til lave lastbiler med blot en enkel forlygte.[kilde mangler] De allierede planlagde at bombe Toyotas fabrik hen imod slutningen af 2. verdenskrig, men planerne blev ikke ført ud i livet før fredsslutningen.[kilde mangler]
Efter krigens afslutning påbegyndtes igen masseproduktionen af biler, og op igennem årerne er Toyota blevet kendt for sin effektivitet med at producere.[kilde mangler] Man taler i dag om et Toyota Produktionssystem og virksomheden har stået bag begreber såsom Just-in-Time, Kaizen og Kanban.

## Toyota i Danmark
Den første Toyota, en model Toyota Crown de Luxe, kom til Danmark i august måned 1963 og var den første japanske bil, der blev importeret til landet samt Europa. Toyota Danmark A/S, der er den danske importør af Toyota-biler i Danmark, står foruden salg for nye biler også for privatleasing og erhvervsleasring. Den 1. april 2003 overgik ejerskabet af alle europæiske nationale salgs- og marketingsselskaber, inklusiv Toyota Danmark, fra Toyota Motor Corporation til Toyota Motor Marketing Europa.
Den mest solgte bil i Danmark har tre år i træk været en Toyota (2008: Toyota Aygo, 2009: Toyota Avensis og 2010: Toyota Aygo), og der kører i dag ca. 300.000 Toyota'er rundt på de danske veje.
Det danske forsvar har indkøbt et antal Toyota VX-100 Landcruisere til at fungere som beskyttede patruljekøretøjer under Danmarks mission i Afghanistan. Standardudgaven af fartøjerne blev produceret i Japan og sidenhen pansret hos et firma i Tjekkiet.

## Aktuelle modeller
| Personbiler | Offroadere                                                                          | Erhvervskøretøjer          |
| --- | ----------------------------------------------------------------------------------- | -------------------------- |
| - Toyota iQ - Toyota Aygo - Toyota Yaris - Toyota Urban Cruiser - Toyota Auris - Toyota Corolla - Toyota Avensis - Toyota Verso - Toyota Prius - Toyota Camry - Toyota Mirai | - Toyota RAV4 - Toyota Land Cruiser - Toyota Hilux - Toyota 4Runner - Toyota Tundra | - Sportsvan - Hiace - Dyna |